# Hrozinky (Městečko South Park)
Hrozinky (v anglickém originále Raisins) je čtrnáctý díl sedmé řady amerického animovaného televizního seriálu Městečko South Park.

## Děj
Po tom, co Bebe řekne Stanovi, že se sním Wendy rozešla, zhroutí se mu celý svět. Kyle, Kenny, Butters, Jimmy a Cartman se ho pokoušejí postavit na nohy a zvednout mu náladu tím, že ho vezmou do restaurace Hrozinky, kde obsluhují holky ve zhruba jejich věku. Butters se do jedné z nich zamiluje a začne jí být naprosto posedlý. Stan mezitím v okně uvidí Wendy s Tokenem, což ho rozhodí ještě víc. A tak se rozhodne, že se přidá ke gotickým dětem.